# المثلية الجنسية في مصر القديمة

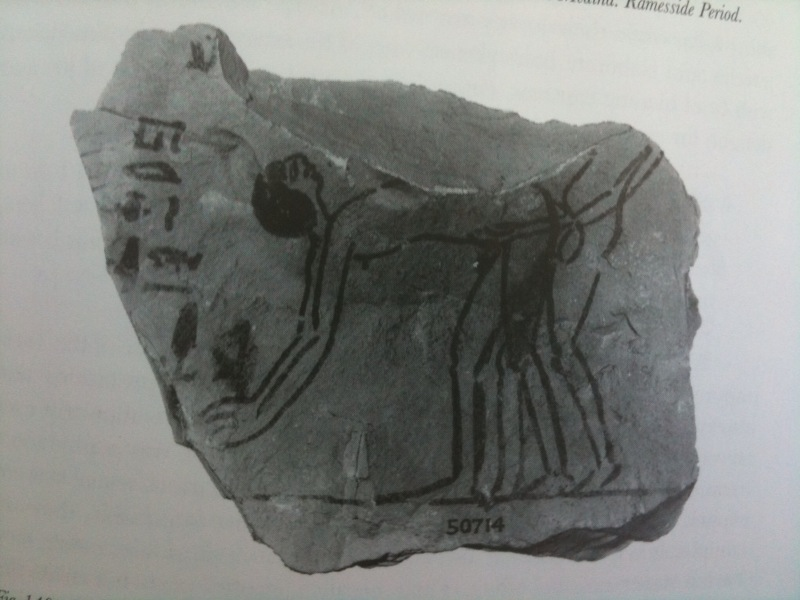
كسر صورة يعود تاريخها لفترة حكم الرعامسة تصور رجل يمارس الجنس مع رجل آخر.

تعتبر المثلية الجنسية في مصر القديمة موضوعًا متنازعًا عليه داخل علم المصريات. يناقش المؤرخون وعلماء المصريات على حد سواء أنواع الآراء التي رعاها مجتمع المصريين القدماء حول المثلية الجنسية. لم يبق سوى حفنة من القرائن المباشرة، والعديد من المؤشرات المحتملة غامضة وخاضعة للتكهنات.

## تصوير الشذوذ الجنسي المحتمل

### نيانخ خنوم وخنوم حتب
أفضل حالة معروفة للمثلية الجنسية المحتملة في مصر القديمة هي حالة كبار المسؤولين نيانخ خنوم وخنوم حتب. عاش كلا الرجلين وخدما في عهد الملك ني أوسر رع خلال الأسرة الخامسة (2494 - 2345 قبل الميلاد). كان لكل من نيانخ خنوم وخنوم حتب عائلات خاصة بهما مع أطفال وزوجات، ولكن عندما ماتوا، قررت عائلاتهم على ما يبدو دفنهم معًا في نفس قبر المصطبة. في هذه المصطبة، تصور عدة لوحات رجلين يعانقان بعضهما البعض ويلمسان وجهيهما بأنف على أنف. تترك هذه الصور مساحة كبيرة للتخمين، لأنه في مصر القديمة، كان لمس الأنف على الأنف يمثل عادة قبلة.
يختلف علماء المصريات والمؤرخون حول كيفية تفسير لوحات نيانخ خنوم وخنوم حتب. يعتقد بعض العلماء أن اللوحات تعكس مثالًا للمثلية الجنسية بين رجلين متزوجين وتثبت أن قدماء المصريين قبلوا العلاقات المثلية. يختلف علماء آخرون ويفسرون المشاهد كدليل على أن نيانخ خنوم وخنوم حتب توأمان، أو ربما توأمان ملتصقان. بغض النظر عن التفسير الصحيح، تُظهر اللوحات على الأقل أن نيانخ-خنوم وخنوم-حتب كانا قريبين جدًا من بعضهما البعض في الحياة كما في الموت. وقام الاعتقاد بأنهما كانا مثليي الجنس بناء على رسم يصورهما يتعانقان أنفًا بأنف في مقبرتهما المشتركة.

### الملك بيبي الثاني وضابطه العام ساسنت
قصة معروفة تعود إلى عصر المملكة المصرية الوسطى، تحكي عن مواطن مجهول جاء إلى قاعة استقبال الملك بيبي الثاني (المسمى هنا باسم ولادته، نفر كا رع). يريد المواطن أن يندب ظرفًا لم يسمه، لكن الملك لا يريد أن يستمع إلى الرثاء، فيأمر موسيقييه الملكيين بإغراق خطاب الغريب بالضوضاء. يغادر الغريب القصر بخيبة أمل. عندما يحدث هذا عدة مرات، يأمر صديقه، المسؤول الكبير تجتي، باتباع الملك. وكثيرا ما يغادر الملك بدوره القصر أثناء الليل. اكتشف تجتي أن الملك بيبي الثاني يواصل زيارة الضابط العام المخلص له ساسنت لعدة ساعات، ثم يعود إلى المنزل.
يخضع الفصل الذي يزور فيه الملك بيبي الثاني ضابطه العام المخلص لمناقشات عاطفية. لا سيما عبارة واحدة معينة تبقى في وسط التحقيقات: النص يقول، «جلالته ذهب إلى منزل ساسينيت وفعل له ما أراده جلالته». عبارة «فعل ما يشاء المرء» هي عبارة منمقة شائعة لوصف الجنس. لهذا السبب، فإن بعض العلماء مقتنعون، أن البردية تكشف عن اهتمامات الملك بيبي الجنسية المثلية وعلاقته المثلية مع ضابطه العام. لكن العلماء الآخرين مقتنعون بدلاً من ذلك، أن المقطع هو مجرد تورية للنصوص الدينية، حيث يزور إله الشمس رع إله العالم السفلي أوزوريس خلال الساعات الأربع الوسطى من الليل. وهكذا، سيتولى الملك بيبي الثاني دور رع وسيأخذ ساسنت دور أوزوريس. ولذلك فإن عبارة «فعل ما يشاء المرء» سوف يتم المبالغة فيها وسوء تفسيرها.

### منافسات حورس وست
يمكن العثور على قصة مشهورة أخرى عن الجماع من نفس الجنس في برديات الكاهون، التي يعود تاريخها إلى المملكة المصرية الوسطى. يحتوي الكتاب على القصة المحفوظة بالكامل تقريبًا لأسطورة أوزوريس والصراع الأسطوري على عرش مصر بين حورس وست. يشير الفصل المعني إلى أن ست كان يشعر بالغيرة بشكل لا يوصف بشأن ابن أخيه الصغير حورس، لأن حورس كان صغير السن وشعبية. كانت الآلهة الأخرى تدلل حورس تمامًا. بدلاً من ذلك، كان لدى ست عدد قليل جدًا من رفاقه وكان غير محبوب نسبيًا بسبب سلوكه الكولي والانتقامي. نتيجة لذلك، حاول ست إما مطاردة حورس بعيدًا أو حتى قتله، بغض النظر عن التكلفة. عندما يفشل ست باستمرار، فإنه يخطط لإذلال خصمه بشدة لدرجة أن حورس سيُمنع من دخول مصر إلى الأبد. يدعو ست حورس إلى حفلة ويقنع المراهق حورس بأن يشرب أكثر مما يستطيع حورس أن يتأقلم معه. عندما يكون حورس في حالة سكر، يغريه ست بالنوم طوال الليل في سرير واحد معًا. عندما يرقدون معًا في سرير واحد، يمسك ست بحورس ويغتصبه. لكن حورس خدع ست. كان سكره مدبرا. يمسك بيديه السائل المنوي لست ويخفيه. في صباح اليوم التالي، ركض حورس إلى والدته إيزيس ليخبرها بما حدث. كانت إيزيس في البداية عاجزة عن الكلام من الغضب وعدم التصديق، ثم طلبت من حورس أن يمارس العادة السرية ويستخدم السائل المنوي لتزليق طعام ست المفضل (الخس المصري). غافلاً، ست يأكل الخس المتلاعب به، ثم يذهب إلى البلاط الإلهي ليبلغ حورس. في البداية، أقسم القضاة الإلهيون على حورس، ولكن عندما دعا تحوت، كاتب المحكمة، إلى خروج السائل المنوي لست من جسد حورس، فإن السائل المنوي لحورس يخرج من جسد ست بدلاً من ذلك. يخجل ست من الإحراج والصدمة، ثم يهرب. تمت تبرئة حورس.
كان اغتصاب حورس الشهير من قبل عمه الغيور موضوع نقاش عاطفي. بينما يتفق معظم العلماء على أن ورق البردي يصف الاغتصاب بوضوح، يجب أن يظل مفتوحًا، إذا كان يصف فعلًا مدفوعًا بالمثلية الجنسية. خلفية الخلاف هي دوافع ست: فهو لا يحب حورس؛ في المقابل، يكره ابن أخيه ومن الواضح أن الاغتصاب تم لإذلال حورس. القاسم المشترك الوحيد بين الاغتصاب والمثلية الجنسية هو أن الفعل كان من نفس الجنس.

## إشارة الإنجيل
يسرد الإنجيل المثلية ضمن العلاقات الجنسية المحرمة التي اعتبرها «الأشياءَ الَّتِي كانَتْ تُعمَلُ فِي أرْضِ مِصرَ» اللاويي (18:3) ومن ذلك يمكن الاستدلال على أن المثلية الجنسية كانت تمارسها فعلاً شريحة من سكان مصر القديمة.